# Ніколас Стефанеллі
Ніколас Стефанеллі (ісп. Nicolás Stefanelli, нар. 22 листопада 1994, Буенос-Айрес) — аргентинський футболіст, нападник клубу МЛС «Інтер» (Маямі).
Чемпіон Швеції.

## Ігрова кар'єра
У дорослому футболі дебютував 2014 року виступами за команду «Дефенса і Хустісія». 
Згодом з 2014 по 2017 рік грав у складі команд «Вілья Дальміне» та «Дефенса і Хустісія».
Своєю грою за останню команду привернув увагу представників тренерського штабу клубу АІК, до складу якого приєднався 2017 року. Відіграв за команду з Стокгольма наступний сезон своєї ігрової кар'єри. Більшість часу, проведеного у складі клубу АІК, був основним гравцем атакувальної ланки команди. У складі клубу АІК був одним з головних бомбардирів команди, маючи середню результативність на рівні 0,44 гола за гру першості.
Протягом 2019—2021 років захищав кольори клубів «Анортосіс» та «Уніон Ла-Калера».
До складу клубу АІК повернувся 2021 року. Відтоді станом на 8 липня 2022 року відіграв за команду зі Стокгольма 42 матчі в національному чемпіонаті.

## Титули і досягнення
- Чемпіон Швеції (1):

АІК: 2018